# چارلز گرویل، هفتمین ارل وارویک
چارلز گرویل، هفتمین ارل وارویک (انگلیسی: Charles Greville, 7th Earl of Warwick؛ ‏ ۴ مارس ۱۹۱۱ – ۲۰ ژانویهٔ ۱۹۸۴) با نام هنری مایکل بروک، یک نجیب‌زاده و بازیگر اهل انگلستان بود. وی آخرین اِرلی بود که پیش از فروخته شدنِ قلعه واریک در آن زندگی کرد. همچنین او نخستین اشراف‌زاده بریتانیایی بود که در یک فیلم هالیوودی بازی کرد و بعدها مطبوعات محلی به «دوک هالیوود» لقب دادند.

## حرفه بازیگری
در سال ۱۹۳۶، لرد وارویک اولین نجیب‌زاده بریتانیایی بود که به او پیشنهاد قرارداد و بازی در فیلم‌های هالیوودی داده شد. قرار شد شرکت مترو گلدوین مایر سالی ۲۰۰ پوند به او داده و پیشخدمت و منشی در اختیارش بگذارد.
گزارش‌های روزنامه‌های آن زمان حاکی از آن بود که دلیل او برای امضای قرارداد بازی در فیلم، انگیزه جنسی بوده‌است. او از دستمزد خود به عنوان «پول توجیبی» یاد کرد و گفت که «تنها به دنبال شغلی چون دیگران است». او از نام هنری «مایکل بروک» برای فاصله گرفتن از پیشینه اشرافی خود استفاده کرد.  پس از شش ماه، مترو گلدوین مایر او را کنار گذاشت که منجر به یک دعوای قضایی طولانی در دادگاه شد.
چارلز به‌عنوان بلندپایه‌ترین انگلیسی در هالیوود، به چهره‌ای مشهور در هالیوود تبدیل شد و با نام‌های مستعاری چون «دوک هالیوود» و «وارویک فیلم‌ساز» (جناسی برای وارویک شاه‌ساز) شناخته می‌شد. او که با مجموعه ای از ستارگان برجسته از جمله گرتا گاربو، مارلنه دیتریش و پولت گادرد رابطه عاشقانه داشت و به دلیل معاشرت با افراد مشهور و بلندپایه شناخته می‌شد.
از فیلم‌هایی که وی در آن‌ها نقش داشته است، می‌توان به پرواز شناسایی اشاره نمود.